# Tortilla de chorizo

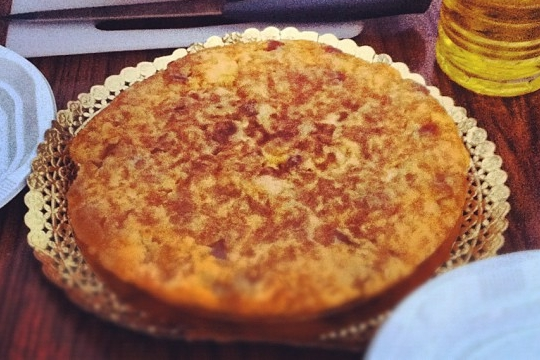
Un plato de tortilla de chorizo en la mesa.

La tortilla de chorizo es una tortilla de huevo que contiene trozos de chorizo. Es muy popular en algunas zonas de Gastronomía de España (un ejemplo es en Tudela de Duero - provincia de Valladolid). Participa en algunas tradiciones como el Jueves Lardero. En algunas ocasiones se suele servir en dados como tapa. 

## Características
La preparación es muy simple: en una sartén se fríe previamente el chorizo y en la grasa que suelta se añaden los huevos batidos. Su color es una mezcla del amarillo del huevo con el rojo del pimentón del chorizo. Se trata en algunas regiones españolas de una preparación del picadillo de chorizo (abundante de pimentón) con unos huevos, generalmente típica de la época de matanza del cerdo. Es habitual consumirla en bocadillo (en lo que se denomina bocadillo de tortilla de chorizo). En ciertas ocasiones se suele preparar una tortilla española (es decir con patatas) a la que se le añade unas briznas de chorizo durante su elaboración. En Aragón se suele servir esta tortilla con níscalos.